# María convaleciente
María convaleciente es un cuadro del pintor español Joaquín Sorolla, terminado en 1907. Está realizado en óleo sobre lienzo, y tiene un tamaño de 60,5 x 90,5 cm. Se encuentra en el Museo de Bellas Artes de Valencia. 
En el cuadro se observa a María, su hija, en estado convaleciente por estar enferma de tuberculosis, mientras se recuperaba en la finca "La Angorilla" de El Pardo.